# Alain Chabat
Alain Chabat (n. 24 noiembrie 1958, Oran, Franța) este un actor, regizor, scenarist, producător, umorist și prezentator de televiziune francez.
Devenit cunoscut pe Canal + alături de trupa de comedie Les Nuls, el devine una dintre figurile emblematice ale comediei în cinematografia franceză.
Ca actor, se impune prin mai multe succese, în special în domeniul comediei: La Cité de la peur (1994), Gazon maudit (1995), Le Cousin (1997), Le Goût des autres (2001), Chouchou (2003), Ils se marièrent et eurent beaucoup d'enfants (2004), Mireasă de împrumut (în franceză Prête-moi ta main) (2006), La Personne aux deux personnes (2008), Trésor (2009) și Les Gamins (2013).
De asemenea, joacă de două ori sub regia lui Michel Gondry: La Science des Rêves (2006) și L'Écume des jours (2013). Are și roluri mici în două producții de mare anvergură: O noapte la muzeu 2 (2009) și Valerian și orașul celor o mie de planete (2017).
De asemenea, se impune ca un scenarist și regizor de comedie de prim rang: mai întâi cu Didier (1997), apoi cu marele succes comercial Astérix și Obélix: Misiune Cleopatra (2002). După eșecul filmului RRRrrrr!!! (2004), se face mai rar remarcat. Ulterior, semnează două filme destinate mai ales publicului tânăr: Sur la piste du Marsupilami (2012) și Santa et Cie (2017).
Pentru televiziune, dezvoltă seria animată Avez-vous déjà vu..? (2006) — în care asigură și vocile —, dar mai ales creează, produce și prezintă emisiunea-concurs Burger Quiz, care, după un prim sezon difuzat pe Canal + în 2001, revine pe TMC în 2018.

## Biografie

### Tinerețea și începuturile în radio
Alain Chabat s-a născut în 1958 la Oran, în departamentul Oran (Algeria franceză), într-o familie de evrei, fiind fiul lui Maurice Chabat (1917-2010) și Renée Bitoun (1918-2012). Este cel mai mic dintre cei trei frați ai familiei.
În 1963, familia sa pleacă în Franța metropolitană și se stabilește la Morsang-sur-Orge, în departamentul Essonne. Ei locuiesc într-un apartament de serviciu, deoarece mama sa era învățătoare.
După ce a locuit la Bobigny, la fel ca desenatorul Albert Uderzo, își dorea să devină autor de benzi desenate sau să urmeze o carieră ca cântăreț de rock.
A început prin a desena benzi desenate și a publicat, printre altele, o planșă în Antirouille. Mai târziu, în 1996, a scris scenariul unui album din seria RanXerox, înlocuindu-l pe Stefano Tamburini, împreună cu prietenul său Liberatore.
Începând cu 1980, și-a făcut debutul în radio la Radio Andorre și France Inter, unde a colaborat la emisiunea L'Oreille en coin. A devenit animator la RMC la începutul sezonului 1981-1982.
La început, a prezentat emisiunea Rock Story (alături de Dick Rivers) de luni până vineri, între 21:00 și 22:30, precum și Hit-Parade, difuzată între 15:00 și 18:30 în vara anului 1981. Odată cu modificarea grilei, câteva luni mai târziu, a început să prezinte emisiunea Chabat, Le Gonzo între 17:00 și 19:00. În sezoanele 1982-1983 și 1983-1984, Le Gonzo a fost programată de luni până vineri între 19:15 și 21:00.
Tot la RMC, în 1981, l-a cunoscut pe Pierre Lescure, care, trei ani mai târziu, i-a propus să i se alăture pentru a lucra la un nou post de televiziune: Canal +.

### Consacrarea în televiziune și începuturile în cinema (1984-1996)
Alain Chabat și-a făcut debutul la rubrica meteo încă de la lansarea postului Canal+. Cinci luni mai târziu, a co-prezentat alături de Stéphane Sirkis (membru al trupei Indochine) emisiunea zilnică 4C+, difuzată în direct, care combina jocuri, videoclipuri muzicale, sketchuri și invitați speciali.
În aceeași perioadă, a prezentat emisiunea săptămânală Prochainement sur Canal+, alături de Daniel Toscan du Plantier, precum și o revistă a presei în cadrul emisiunii Zénith, moderată de Michel Denisot.
În paralel cu activitatea sa la Canal+, a fost și gazda emisiunii Ricard Passion, o serie de programe de varietăți muzicale, produse și regizate de Jean-Michel Steward, difuzate pe o rețea de 150 de posturi de radio.
În 1987, Alain Chabat a format un cvartet de umoriști, Les Nuls, alături de Chantal Lauby, Bruno Carette și Dominique Farrugia, pe Canal+. Numele grupului a fost ales întâmplător de Philippe Gildas, în timpul unei prezentări, deoarece membrii nu reușeau să găsească unul.
Chabat a realizat secvențe comice în serialul spațial Objectif : Nul și în emisiunea Nulle part ailleurs, unde a creat un fals jurnal de știri, JTN. Acest concept a fost ulterior reluat pentru emisiunea de sketchuri difuzată în direct, sâmbătă seara, pe Canal+, intitulată Les Nuls, l'émission, în cadrul căreia secțiunea Les Nuls, l'Édition era pronunțată în mod comic édi-tion.
Acest succes televizat i-a condus spre primul lor film, în 1994. La Cité de la peur, regizat de Alain Berberian, a fost un mare succes, consolidându-l pe Alain Chabat ca actor de urmărit.
În anul următor, și-a confirmat talentul cu o altă comedie, Gazon maudit, unde a interpretat un tată de familie îngrijorat după ce soția sa, jucată de Victoria Abril, începe să fie atrasă de o altă femeie, interpretată de Josiane Balasko, care semnează aici a patra sa regie.
Interpretarea sa i-a adus o nominalizare la premiul César 1996 pentru cel mai bun actor.

### Confirmarea ca actor și trecerea la regie (1999-2001)

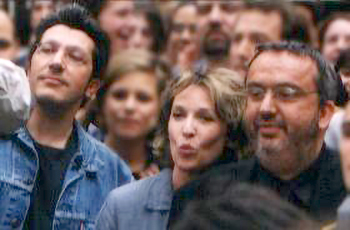
În 1999, alături de doi dintre foștii săi colegi din Les Nuls, Alain Chabat a participat la ultima ediție a emisiunii La Grosse Émission.

Alain Chabat a susținut apoi debutul regizoral al unui alt coleg din Les Nuls, Dominique Farrugia, care i-a oferit un rol secundar în comedia romantică Delphine 1, Yvan 0.
În 1997, Alain Chabat a trecut pentru prima dată în spatele camerei. A scris și regizat comedia atipică Didier, în care a interpretat și rolul principal, cel al unui câine transformat în om.
Acest debut regizoral s-a bucurat de un mare succes critic și comercial. Filmul i-a adus Premiul César 1998 pentru cel mai bun debut, precum și o a doua nominalizare la César pentru cel mai bun actor.
Alain Chabat a continuat să își aleagă proiectele cu atenție. Tot în 1997, a împărțit afișul cu Patrick Timsit în thrillerul polițist Le Cousin, regizat de Alain Corneau, film care le-a oferit ambilor actori ocazia de a explora un registru mai întunecat și dramatic.
Ulterior, în 1998, a avut doar un rol secundar în Mes amis, film regizat de fostul colaborator de la Canal +, Michel Hazanavicius. Spre finalul anului, a revenit pe micul ecran, mai întâi pe postul Comédie !, unde a prezentat emisiunea La Grosse Émission în noiembrie și decembrie 1998.
Marea sa revenire pe Canal + a avut loc pe 19 februarie 2000, când a fost maestru de ceremonii la cea de-a 25-a ediție a Premiilor César.
Tot în 2000, a făcut parte din distribuția comediei dramatice Le Goût des autres, regizată de Agnès Jaoui, un film aclamat de critici. Interpretarea sa a fost apreciată și i-a adus o nominalizare la César pentru cel mai bun actor în rol secundar.
În 2001, Alain Chabat a devenit producător și prezentator al emisiunii Burger Quiz, un joc televizat cu întrebări absurde, în care doi concurenți, înconjurați de celebrități, trebuie să răspundă în cadrul unui decor inspirat de un restaurant de tip Fast food.
Emisiunea i-a oferit ocazia de a aduce pe platou atât actori consacrați, cât și tinere talente ale comediei franceze.

### Scenarist și regizor de succes (2001-2004)

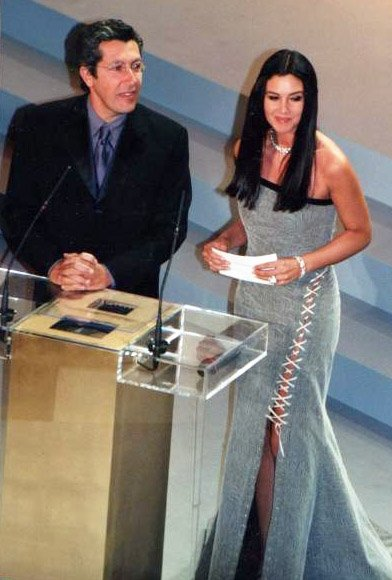
Alain Chabat și Monica Bellucci la Premiile César 2001.

În 2002 apare Astérix și Obélix: Misiune Cleopatra, o producție faraonică, care îi permite să adapteze clasicul benzii desenate (aproape) omonim de René Goscinny și Albert Uderzo, să regizeze aproape toate revelațiile comice de la Canal+, conduse de Jamel Debbouze alături de Édouard Baer, și să-l interpreteze pe Iulius Cezar, hotărât să-și provoace partenera, Cleopatra, jucată de Monica Bellucci. Această comedie de aventuri este un succes uriaș atât din punct de vedere critic, cât și comercial, atrăgând 14 milioane de spectatori în sălile de cinema din Franța și cunoscând, de asemenea, un anumit succes internațional, câștigând Premiul pentru cinematografia europeană în 2001.
El își împrumută vocea eroului din versiunea franceză a blockbusterului de animație Shrek, regizat de Andrew Adamson. Va continua acest rol și în celelalte trei filme ale francizei, care vor fi lansate de-a lungul deceniului ce urmează.
Ca actor, încearcă un registru mai comico-tragic: în 2003, împarte afișul comediei dramatice Chouchou, regizată de Merzak Allouache, alături de Gad Elmaleh, iar în 2004 joacă în Ils se marièrent et eurent beaucoup d'enfants, alături de Yvan Attal, Charlotte Gainsbourg și Emmanuelle Seigner. Acesta din urmă este, de asemenea, al doilea lungmetraj al lui Attal în calitate de scenarist și regizor.
În același an, revine cu a treia sa regie: comedia trăsnită RRRrrrr!!!, pe care o realizează și o scrie împreună cu trupa comică Les Robins des Bois. Partenera sa de atunci, cântăreața Ophélie Winter, contribuie la coloana sonoră a filmului. Însă, de această dată, se confruntă cu primul eșec critic și comercial al carierei. Deși lungmetrajul reușește totuși să atragă 1,5 milioane de spectatori, primirea din partea presei este deosebit de negativă. Totuși, filmul beneficiază de mai multe difuzări la televiziune, ceea ce îi permite să-și mențină o anumită notorietate.
Douăzeci de ani mai târziu, revine cu o adaptare a benzii desenate Le Combat des chefs, a șaptea aventură din seria Astérix și Obélix, publicată în 1963. Această serie este produsă în format 3D și difuzată pe Netflix.

### Actor de comedii (2004-2009)

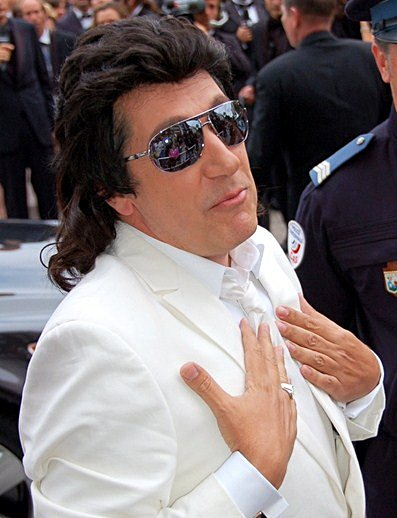
Alain Chabat la Festivalul de la Cannes din 2008, purtând costumul lui Gilles Gabriel, personajul său din filmul La Personne aux deux personnes.

Din acel moment, se limitează la rolul de actor: în 2004 și 2005, participă la două filme regizate de Maurice Barthélémy – excentricul Casablanca Driver și joacă rolul principal în Papa, unde oferă o interpretare melancolică apreciată. În paralel, decide să sprijine colectivul Devoirs de Mémoires.
În 2006, Michel Gondry îi oferă un rol în cel de-al treilea lungmetraj al său, La Science des rêves. Aici le reîntâlnește pe Charlotte Gainsbourg, dar și pe Miou-Miou și Emma de Caunes. Rolul principal este interpretat de actorul mexican Gael García Bernal.
Însă adevăratul succes popular îl regăsește într-un alt film alături de Charlotte Gainsbourg: comedia romantică Mireasă de împrumut, regizată de Éric Lartigau. Acest film îi permite să formeze un cuplu de cinema atipic și excentric cu actrița și îi aduce o nominalizare la premiul César 2007 pentru cel mai bun actor.
Continuă cu lungmetrajul experimental La Personne aux deux personnes în 2008, scris și regizat de tandemul Nicolas & Bruno. Filmul nu se bucură de succes la box-office. În paralel, Chabat lansează un videoclip presupus a fi interpretat de Gilles Gabriel, cântărețul intenționat kitsch pe care îl joacă în film.
Apoi, îl reîntâlnește pe Claude Berri pentru ultimul său film, Trésor, o comedie de cuplu în care joacă alături de Mathilde Seigner. În același an, are un rol secundar într-o mare producție hollywoodiană, O noapte la muzeu 2, avându-l în rol principal pe Ben Stiller. Aici oferă o interpretare excentrică a lui Napoleon.

### Revenire la regie și roluri principale (2011-2017)
În 2012 apare a doua sa încercare la Hollywood, comedia O mie de cuvinte, cu Eddie Murphy, pe care o coproduce și în care joacă un rol secundar. Încercarea de a se impune la Hollywood ca producător se dovedește însă un eșec, filmul fiind un flop și trecând aproape neobservat în Franța.
Actorul revine însă la sfârșitul anului cu Sur la piste du Marsupilami, un film care marchează marele său revenire în regie. Această a patra comedie îi oferă ocazia de a adapta un alt clasic al benzii desenate franco-belgiene și de a interpreta rolul principal. Îi reîntâlnește pe Jamel Debbouze și Patrick Timsit și reușește din nou să combine succesul critic și comercial, atrăgând peste 5 milioane de spectatori.
Anul 2013 este marcat de apariția a trei filme foarte diferite: joacă unul dintre rolurile principale (alături de Gérard Depardieu și Édouard Baer) în comedia trăsnită Turf, regizată de Fabien Onteniente, un eșec atât critic, cât și comercial; interpretează un rol secundar în ambițiosul L'Écume des jours, de Michel Gondry, unde îl joacă pe Jules Gouffé – un film apreciat de critici și exportat internațional, deși cu rezultate modeste la box-office; și, în cele din urmă, împarte afișul cu Max Boublil în comedia Les Gamins, regizată de Anthony Marciano, unde interpretează un tată de familie aflat într-o criză de maturitate, un film care se bucură de succes critic.
În 2015, revine în rol principal în comedia experimentală Réalité, scrisă și regizată de Quentin Dupieux.
În decembrie 2017, Alain Chabat revine atât în fața, cât și în spatele camerei cu filmul Santa et Cie, în care îl interpretează pe Moș Crăciun, nevoit să coboare pe Pământ pentru a-și vindeca spiridușii. Filmul este primit cu reacții mixte și atrage aproximativ două milioane de spectatori, un număr minim pentru a spera la rentabilitate, deși lansarea sa promitea un succes mult mai mare.

### Revenire la televiziune (din 2018)

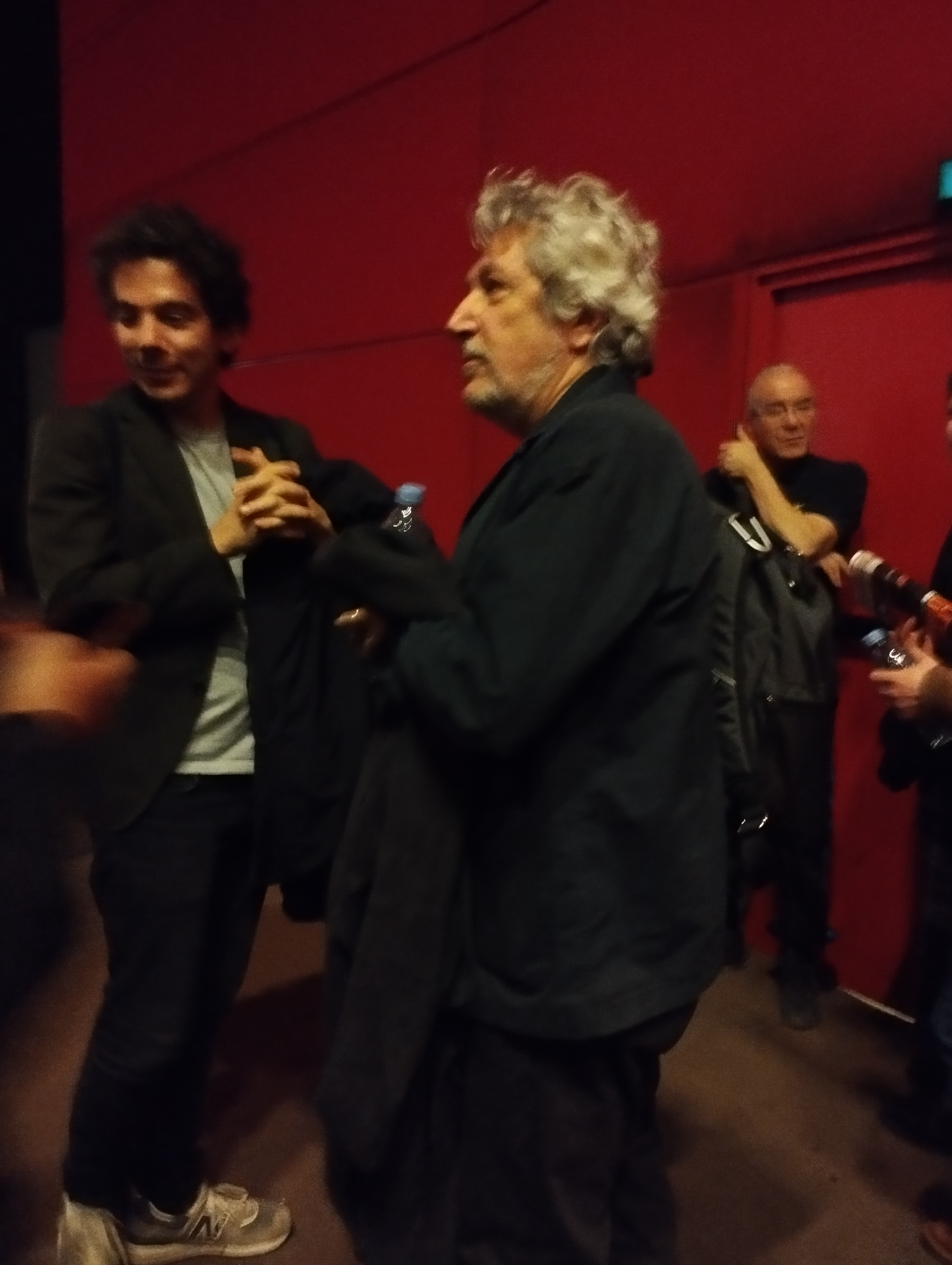
Alain Chabat la MK2 Bibliothèque în martie 2023.

Începând cu 25 aprilie 2018, Alain Chabat revine la televiziune, reluând, la 17 ani după primul sezon, emisiunea sa Burger Quiz pe TMC, de această dată cu difuzări săptămânale. Această revenire este un succes, deoarece în seara debutului, pe 25 aprilie, primele trei episoade difuzate în prima parte a serii plasează postul în fruntea audiențelor pe TNT, cu aproape două milioane de telespectatori.
Încetează să mai prezinte emisiunea la finalul celui de-al doilea sezon, format din patruzeci de episoade difuzate până la sfârșitul anului 2018. Pentru sezonul următor, mai multe celebrități îi vor lua locul pe rând. Alain Chabat revine ocazional ca invitat, dar se concentrează în principal pe filmările unui nou lungmetraj, o comedie romantică turnată la Seul. Filmul, intitulat #iamhere, este lansat în februarie 2020 sub regia lui Éric Lartigau. În acest proiect, joacă alături de actrița sud-coreeană Bae Doona.
Pe 10 septembrie 2022, Alain Chabat prezintă emisiunea Questions pour un Streamer pe Twitch alături de streamerul Étoiles, în cadrul Z Event, înlocuindu-l pe Samuel Étienne, care animase primele două ediții ale acestui joc inspirat de emisiunea sa Questions pour un Champion. Subintitulată Burger édition, emisiunea preia de această dată mecanici și runde inspirate din Burger Quiz, precum Sel ou Poivre sau Burger de la Mort.
Pe 16 septembrie 2022, un videoclip difuzat pe rețelele sociale anunță că Alain Chabat va prezenta un show zilnic, difuzat la ora 23:00 pe TF1, fără a preciza data exactă a lansării. Această emisiune, intitulată simplu Le Late avec Alain Chabat, este formată din zece episoade și este difuzată pe perioada Campionatului Mondial de Fotbal, începând cu 21 noiembrie 2022.
În octombrie 2022, își împrumută vocea scenaristului René Goscinny în filmul de animație Le Petit Nicolas : Qu'est-ce qu'on attend pour être heureux?. În aceeași perioadă, colaborează din nou cu Quentin Dupieux în filmul Fumer fait tousser, prezentat în premieră în secțiunea Séance de minuit la Festivalul de la Cannes 2022. Acest film, inspirat de seriile sentai japoneze cu supereroi, îi oferă ocazia de a da voce unui șobolan, liderul grupului de justițiari Tabac Force, din care fac parte Anaïs Demoustier, Gilles Lellouche, Vincent Lacoste, Jean-Pascal Zadi și Oulaya Amamra.

### Viața privată
Alain Chabat este tatăl a trei copii: Lucie, Louise și Max, născuți respectiv în 1986, 1988 și 1993. Fiul său, Max, a apărut copil în filmele Didier și Astérix și Obélix: Misiune Cleopatra. Ulterior, Max a devenit unul dintre autorii întrebărilor pentru cel de-al doilea sezon al emisiunii Burger Quiz.
Louise Chabat a devenit actriță și a jucat în mai multe filme, inclusiv în două regizate de tatăl său, Sur la piste du Marsupilami și Santa et Cie, precum și în două producții în care Alain Chabat joacă un rol: La Personne aux deux personnes și Les Gamins.
Lucie Chabat a fost stagiară asistent de regie la filmul Mireasă de împrumut, în care tatăl său a jucat.
Pe 12 iunie 2019, Alain Chabat își celebrează căsătoria la Domaine de Capelongue, proprietatea renumitului chef dublu distins cu stele Michelin, Édouard Loubet, situată în Bonnieux, în regiunea Luberon.

## Box-office regizor
Alain Chabat a realizat cinci lungmetraje care au avut un impact variabil la box-office. Mai jos sunt prezentate cifrele de spectatori în cinematografele din Franța pentru fiecare dintre filmele sale:
- Didier (1997) – 2,8 milioane de spectatori
- Astérix și Obélix: Misiune Cleopatra (2002) – 14,4 milioane de spectatori
- RRRrrrr!!! (2004) – 1,5 milioane de spectatori
- Sur la piste du Marsupilami (2012) – 5,3 milioane de spectatori
- Santa et Cie (2017) – 2 milioane de spectatori

Cel mai mare succes al său rămâne Astérix și Obélix: Misiune Cleopatra, care a devenit unul dintre cele mai mari succese ale cinematografiei franceze. Sur la piste du Marsupilami a reușit, de asemenea, să atragă un public numeros. În schimb, RRRrrrr!!! a fost un eșec relativ atât critic, cât și comercial, iar Santa et Cie a avut o performanță sub așteptări, dar și-a asigurat rentabilitatea.

## Distincții

### Premii
- Premiul César 1998 – Cel mai bun debut pentru Didier
- NRJ Ciné Awards 2005 – Cel mai bun dublaj pentru Shrek 2

### Nominalizări
- Premiul César 1996 – Nominalizare pentru Cel mai bun actor în Gazon maudit
- Premiul César 1998 – Nominalizare pentru Cel mai bun actor în Didier
- Premiul César 2001 – Nominalizare pentru Cel mai bun actor în rol secundar în Le Goût des autres
- Premiile Academiei Europene de Film 2001 – Premiul publicului pentru cel mai bun actor european pentru Astérix și Obélix: Misiune Cleopatra
- Premiul César 2007 – Nominalizare pentru Cel mai bun actor în Mireasă de împrumut
- Premiul César 2025 – Cel mai bun actor în rol secundar pentru L'Amour ouf